# Ô nhiễm nước

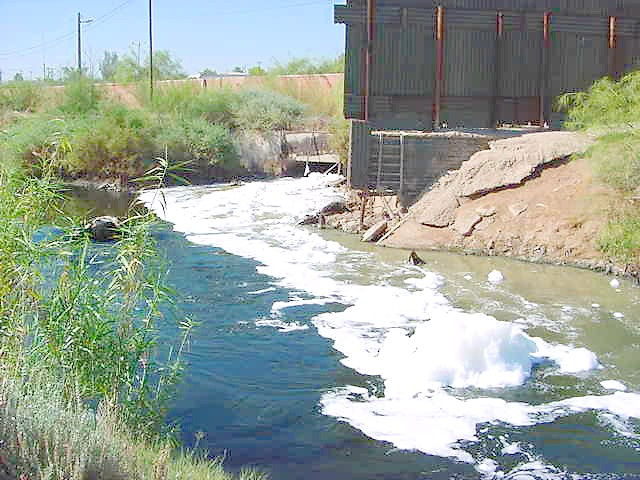
Nước thải chưa được xử lý và rác thải công nghiệp chảy từ México vào Hoa Kỳ theo sông Mới chảy từ Mexicali, Baja California đến Calexico, California.

Ô nhiễm nước là hiện tượng các vùng nước như sông, hồ, biển, nước ngầm... bị các hoạt động của môi trường tự nhiên và con người làm nhiễm các chất độc hại như chất có trong thuốc bảo vệ thực vật, chất thải công nghiệp chưa được xử lý,... tất cả có thể gây hại cho con người và cuộc sống các sinh vật trong tự nhiên.

## Khái niệm
Ô nhiễm nước là sự thay đổi thành phần và chất lượng nước không đáp ứng được cho các mục đích sử dụng khác nhau, vượt quá tiêu chuẩn cho phép và có ảnh hưởng xấu đến đời sống, sức khỏe con người và sinh vật
Nước trong tự nhiên tồn tại dưới nhiều hình thức khác nhau: nước cống, nước ở các sông hồ, tồn tại ở thể hơi trong không khí. Nước bị ô nhiễm nghĩa là thành phần của nó tồn tại các chất khác, mà các chất này có thể gây hại cho con người và cuộc sống các sinh vật trong tự nhiên. Nước ô nhiễm thường là khó khắc phục mà phải phòng tránh từ đầu.
Trong quá trình sinh hoạt hàng ngày, dưới tốc độ phát triển như hiện nay con người vô tình làm ô nhiễm nguồn nước bằng các hóa chất, chất thải từ các nhà máy, xí nghiệp. Các đơn vị cá nhân sử dụng nước ngầm dưới hình thức khoan giếng, sau khi ngưng không sử dụng không bịt kín các lỗ khoan lại làm cho nước bẩn chảy lẫn vào làm ô nhiễm nguồn nước ngầm. Các nhà máy xí nghiệp xả khói bụi công nghiệp vào không khí làm ô nhiễm không khí, khi trời mưa, các chất ô nhiễm này sẽ lẫn vào trong nước mưa cũng góp phần làm ô nhiễm nguồn nước.
Hiến chương châu Âu về nước đã định nghĩa: "Ô nhiễm nước là sự biến đổi nói chung do con người đối với chất lượng nước, làm nhiễm bẩn nước và gây nguy hiểm cho con người, cho công nghiệp, nông nghiệp, cho động vật nuôi và các loài hoang dã."
- Ô nhiễm nước có nguồn gốc tự nhiên: do mưa, tuyết tan, gió bão, lũ lụt đưa vào môi trường nước các chất thải bẩn, các sinh vật có hại kể cả xác chết của chúng.
- Ô nhiễm nước có nguồn gốc nhân tạo: quá trình thải các chất độc hại chủ yếu dưới dạng lỏng như các chất thải sinh hoạt, công nghiệp, nông nghiệp, giao thông vào môi trường nước.
- Theo bản chất các tác nhân gây ô nhiễm, người ta phân ra các loại ô nhiễm nước: ô nhiễm vô cơ, hữu cơ, ô nhiễm hóa chất, ô nhiễm sinh học, ô nhiễm bởi các tác nhân vật lý.
- Ô nhiễm nước mặn, ô nhiễm nước ngầm và biển.

Ô nhiễm nước là sự thay đổi theo chiều xấu đi các tính chất vật lý – hoá học – sinh học của nước, với sự xuất hiện các chất lạ ở thể lỏng, rắn làm cho nguồn 
nước trở nên độc hại với con người và sinh vật. Làm giảm độ đa dạng sinh vật trong nước. Xét về tốc độ lan truyền và quy mô ảnh hưởng thì ô nhiễm nước là vấn đề đáng lo ngại hơn ô nhiễm đất.
Ô nhiễm nước xảy ra khi nước bề mặt chảy qua rác thải sinh hoạt, nước rác công nghiệp, các chất ô nhiễm trên mặt đất, rồi thấm xuống nước ngầm. Hiện tượng ô nhiễm nước xảy ra khi các loại hoá chất độc hại, các loại vi khuẩn gây bệnh, virut, ký sinh trùng phát sinh từ các nguồn thải khác nhau như chất thải công nghiệp từ các nhà máy sản xuất, các loại rác thải của các bệnh viện, các loại rác thải sinh hoạt bình thường của con người hay hoá chất, thuốc trừ sâu, phân bón hữu cơ... sử dụng trong sản xuất nông nghiệp được đẩy ra các ao, hồ, sông, suối hoặc ngấm xuống nước dưới đất mà không qua xử lý hoặc với khối lượng quá lớn vượt quá khả năng tự điều chỉnh và tự làm sạch của các loại ao, hồ, sông, suối.